# (11000) 1978 VE6
A (11000) 1978 VE6 a Naprendszer kisbolygóövében található aszteroida. Eleanor F. Helin és Schelte J. Bus fedezte fel 1978. november 6-án.

## Kapcsolódó szócikk
- Kisbolygók listája (10501–11000)